# Kitsap County
Kitsap County ist ein County im Bundesstaat Washington der Vereinigten Staaten. Das U.S. Census Bureau hat bei der Volkszählung 2020 eine Einwohnerzahl von 275.611 ermittelt. Der Sitz der Countyverwaltung (County Seat) befindet sich in Port Orchard.

## Geographie
Das County hat eine Fläche von 1466 Quadratkilometern; davon sind 440 Quadratkilometer (30,04 Prozent) Wasserfläche. Es wird vom Office of Management and Budget zu statistischen Zwecken als Bremerton–Silverdale–Port Orchard, WA Metropolitan Statistical Area geführt.

## Geschichte
Das Kitsap County wurde am 16. Januar 1857 aus Teilen des King Countys und des Jefferson Countys gebildet. Benannt wurde es nach Chief Kitsap, einem Anführer der Suquamish.

## Demografische Daten

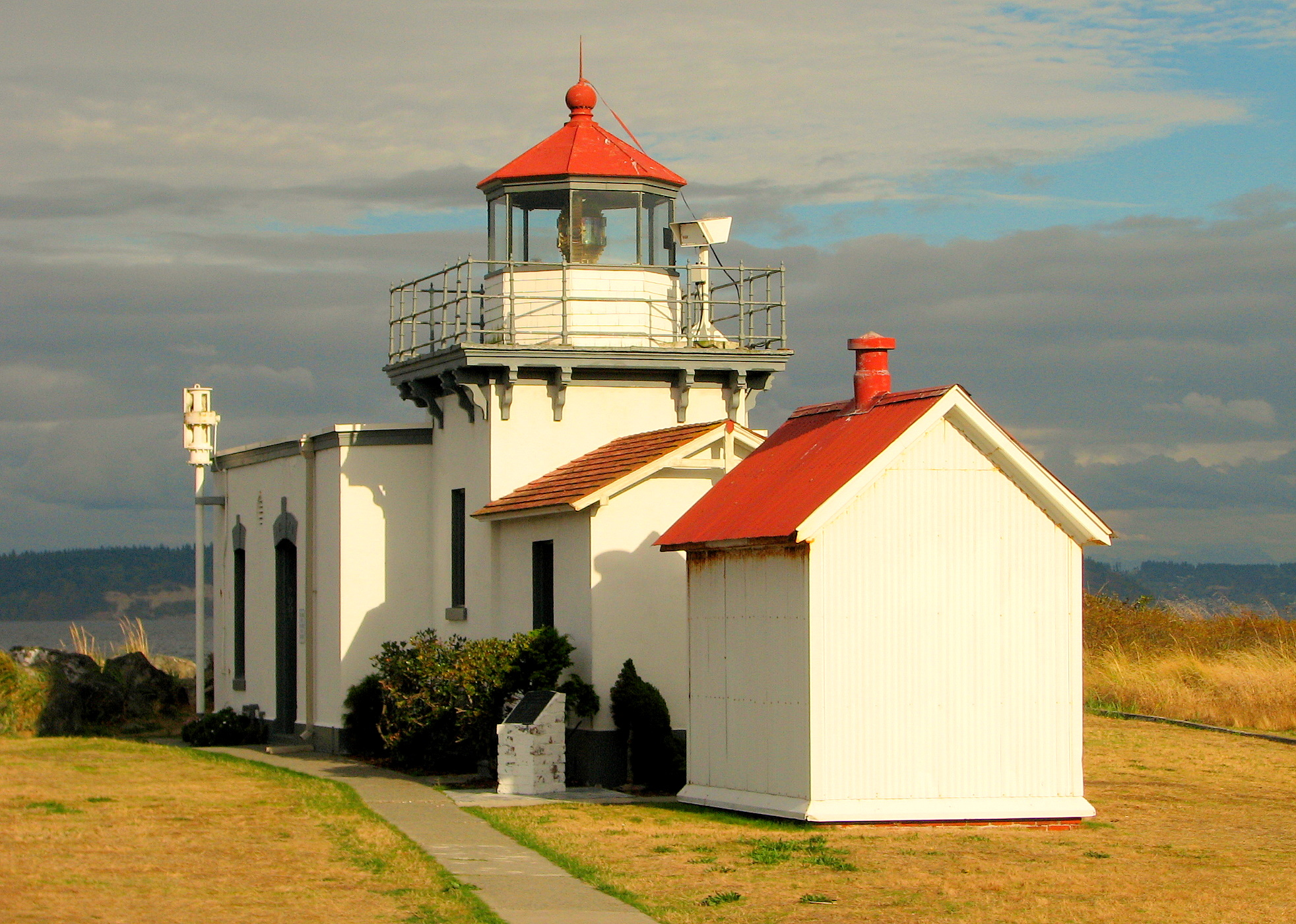
Der Leuchtturm Point No Point Light am Puget Sound

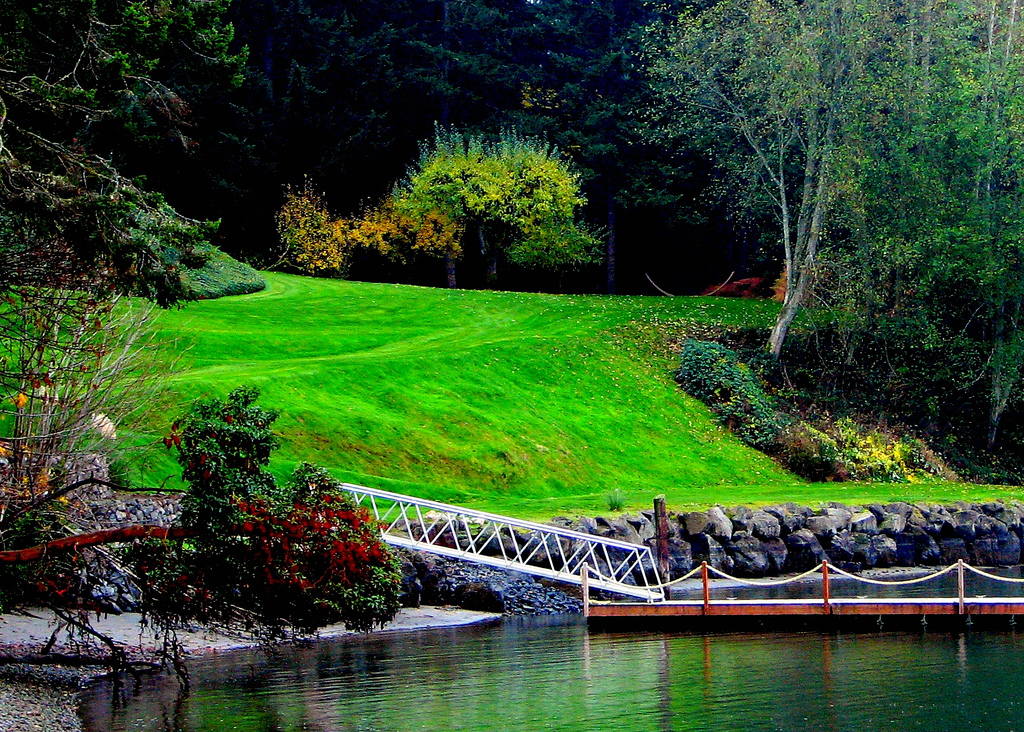
Bainbridge Island

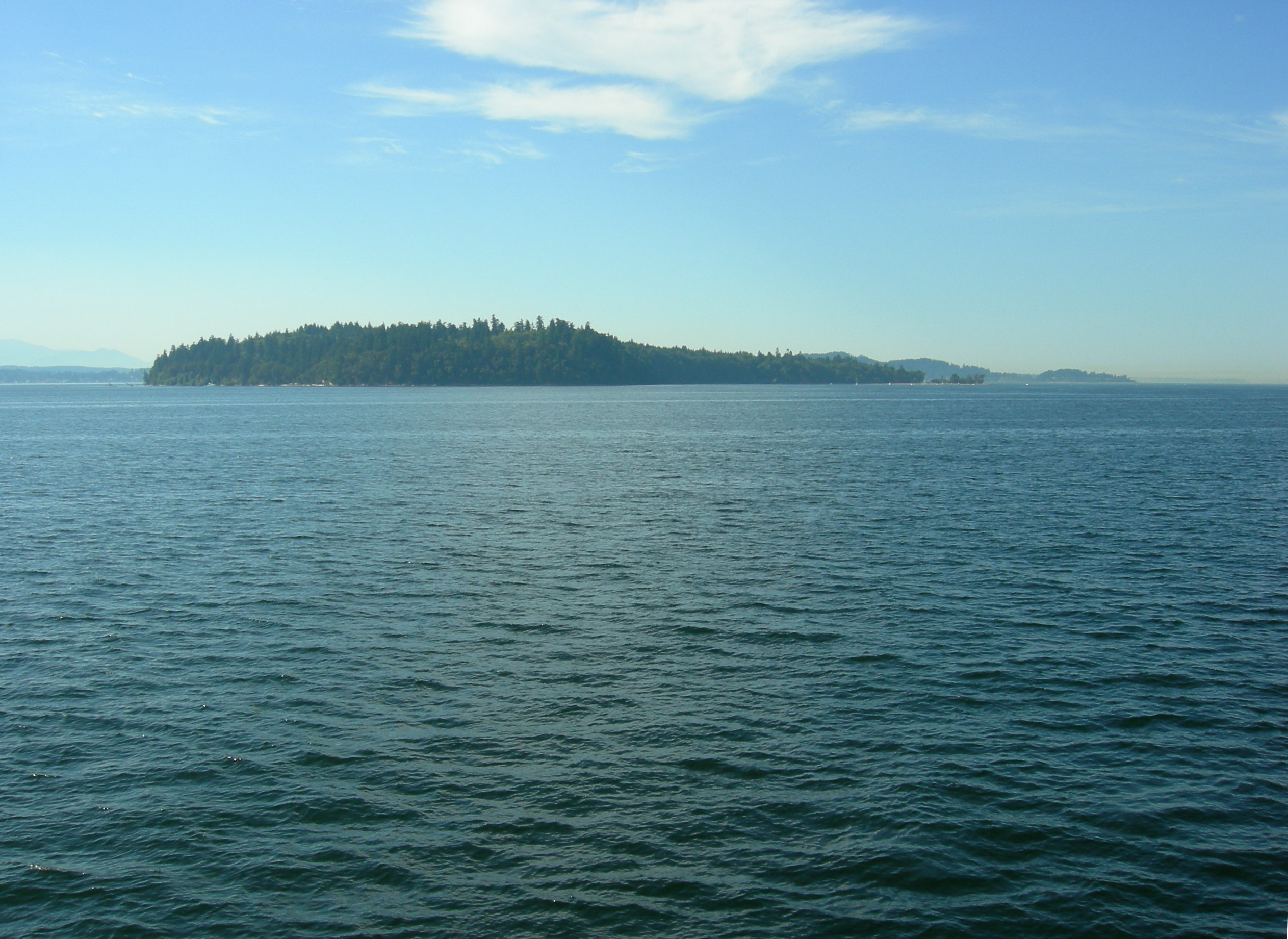
Blake Island

Nach der Volkszählung im Jahr 2000 lebten im County 231.969 Menschen. Es gab 86.416 Haushalte und 61.355 Familien. Die Bevölkerungsdichte betrug 226 Einwohner pro Quadratkilometer. Ethnisch betrachtet setzte sich die Bevölkerung zusammen aus 84,27 % Weißen, 2,87 % Afroamerikanern, 1,62 % Indianern, 4,39 % Asiatischen Amerikanern, 0,78 % Pazifischen Insulanern und 1,43 % aus anderen ethnischen Gruppen; 4,64 % stammten von zwei oder mehr ethnischen Gruppen ab. 4,14 % der Bevölkerung waren spanischer oder lateinamerikanischer Abstammung.
Von den 86.416 Haushalten hatten 36,00 % Kinder und Jugendliche unter 18 Jahre, die bei ihnen lebten. 57,70 % waren verheiratete, zusammenlebende Paare, 9,50 % waren allein erziehende Mütter. 29,00 % waren keine Familien. 22,60 % waren Singlehaushalte und in 7,60 % lebten Menschen im Alter von 65 Jahren oder darüber. Die Durchschnittshaushaltsgröße betrug 2,60 und die durchschnittliche Familiengröße lag bei 3,05 Personen.
Auf das gesamte County bezogen setzte sich die Bevölkerung zusammen aus 26,80 % Einwohnern unter 18 Jahren, 9,20 % zwischen 18 und 24 Jahren, 29,60 % zwischen 25 und 44 Jahren, 23,80 % zwischen 45 und 64 Jahren und 10,60 % waren 65 Jahre alt oder darüber. Das Durchschnittsalter betrug 36 Jahre. Auf 100 weibliche Personen kamen 102,70 männliche Personen, auf 100 Frauen im Alter ab 18 Jahren kamen statistisch 101,20 Männer.

Das jährliche Durchschnittseinkommen eines Haushalts betrug 46.840 USD, das Durchschnittseinkommen der Familien betrug 53.878 US-Dollar. Männer hatten ein Durchschnittseinkommen von 39.889 US-Dollar, Frauen 28.586 US-Dollar. Das Prokopfeinkommen betrug 22.317 US-Dollar. 8,80 % der Bevölkerung und 6,30 % der Familien lebten unterhalb der Armutsgrenze. 10,90 % davon waren unter 18 Jahre und 6,00 % waren 65 Jahre oder älter.